# Liste der Stolpersteine in Issum
Die Liste der Stolpersteine in Issum enthält alle Stolpersteine, die im Rahmen des gleichnamigen Projekts von Gunter Demnig in Issum verlegt wurden. Mit ihnen soll an Opfer des Nationalsozialismus erinnert werden, die in Issum lebten und wirkten.

## Verlegte Stolpersteine
| Adresse               | Verlege- datum | Person, Inschrift                                                                                                  | Bild                                               | Anmerkung |
| --------------------- | -------------- | --- | -------------------------------------------------- | --------- |
| Gelderner Straße 32 · | 11. Nov. 2010  | Hier wohnte Gottfried Lebenstein Jg. 1898 deportiert 1941 ermordet in Riga                                         | Stolperstein für Gottfried Lebenstein              |           |
| Gelderner Straße 32 · | 11. Nov. 2010  | Hier wohnte Walter Lebenstein Jg. 1900 Flucht 1933 Schweiz ???                                                     | Stolperstein für Walter Lebenstein                 |           |
| Gelderner Straße 39 · | 11. Nov. 2010  | Hier wohnte Felix Adler Jg. 1871 deportiert 1942 Theresienstadt ermordet 30.4.1944                                 | Stolperstein für Felix Adler                       |           |
| Gelderner Straße 39 · | 11. Nov. 2010  | Hier wohnte Julie Adler geb. Bouscher Jg. 1868 deportiert 1942 Theresienstadt ermordet 24.6.1943                   | Stolperstein für Julie Adler geb. Bouscher         |           |
| Kapellener Straße 5 · | 11. Nov. 2010  | Hier wohnte Else Lebenstein Jg. 1899 deportiert 1941 ermordet in Riga                                              | Stolperstein für Else Lebenstein                   |           |
| Kapellener Straße 5 · | 11. Nov. 2010  | Hier wohnte Recha Lebenstein geb. Falkenstein Jg. 1877 deportiert 1941 ermordet in Riga                            | Stolperstein für Recha Lebenstein geb. Falkenstein |           |
| Kapellener Straße 5 · | 11. Nov. 2010  | Hier wohnte Martha Falkenstein Jg. 1882 deportiert 1941 ermordet in Riga                                           | Stolperstein für Martha Falkenstein                |           |
| Kapellener Straße 5 · | 11. Nov. 2010  | Hier wohnte Ernst Cohen Jg. 1896 verhaftet 1938 Dachau Flucht 1939 Frankreich-Marokko tot Nov. 1939 in Argentinien | Stolperstein für Ernst Cohen                       |           |
| Neustraße 2 ·         | 11. Nov. 2010  | Hier wohnte Sigmund Moses Jg. 1887 Flucht 1936 Holland interniert deportiert Auschwitz ermordet 6.9.1944           | Stolperstein für Sigmund Moses                     |           |
| Neustraße 2 ·         | 11. Nov. 2010  | Hier wohnte Regina Moses geb. David Jg. 1880 Flucht 1936 Holland interniert deportiert Auschwitz ermordet 6.9.1944 | Stolperstein für Regina Moses geb. David           |           |